# Rashid Ahmad Ludhianvi
Rashid Ahmad Ludhianvi (* 26. September 1922; † 19. Februar 2002 in Karatschi, Pakistan), auch bekannt als Mufti Rashid Ahmad, war ein pakistanischer Religionsgelehrter.

## Leben
Er ist der Gründer des Al Rashid Trust. Er war der Leiter des  Hauses für Gutachterwesen und Rechtleitung (Dār al-iftā' wa-l-irshād) in Karatschi, Pakistan. 

„Ihr (Anm.: der aus der Deoband-Tradition stammenden JUI) ideologisches Zentrum, in dem die Deobandī-Gelehrsamkeit an die spezifisch afghanische Situation angepaßt wurde, ist allerdings im Haus für Gutachterwesen und Rechtleitung (Dār al-iftā' wa-l-irshād) in Karachi zu finden. Sein Leiter, Mufti Rashīd Aḥmad (geb. 1922), gilt zugleich als Lehrer des enigmatischen Führers der Taliban, Mullā Muḥammad 'Umar (geb. ca. 1959).“

Rashid Ahmad ist Verfasser des umfangreichen Ahsan al-fatawa  (احسن الفتاوى / Aḥsan al-fatāvá), einer Fatawa-Sammlungen auf Urdu.

## Belege
1. ↑  Geburts- und Todesdatum nach bio-bibliography.com – مفتی رشید احمد لدھیانوی (Mufti Rasheed Ahmed Ludhianvi)
2. ↑  vgl. satp.org: South Asia Terrorism Portal (SATP): Al-Rashid Trust (eine der “27 groups and organisations listed by the US State Department on September 22, 2001, for involvement in financing and supporting a network of international Islamist terrorist groups”)
3. ↑  andere Schreibungen: Darul Ifta wal Irshad / Dar-ul-Iftawal Irshad / Dar- ul-Iftawal Irshad / Dar al-ifta' wa-l-irshad / Darul Ifta wal Irshad / Darul Ifta Wal Irshad / madrassa Darul Ifta-e-Wal Irshad  usw (in der Nazimabad-Straße Nr. 4 von Karatschi)
4. ↑  Steinberg/Hartung, in: Ende/Steinbach (2005:692)
5. ↑  bzw. Ahsan al Fatawa / Ahsanul Fatawa usw., vgl. catalog.hathitrust.org & islamicbookslibrary.wordpress.com: Ahsan-ul-Fatawa By Shaykh Rasheed Ahmad Ludhyanvi (r.a) & central-mosque.com (Fatawa Works in the Urdu Language): “Ahsan al-Fatawa: By Shaykh Mufti Rashid Ahmad Ludhyanwi (Allah have mercy on him) in 8 volumes. The Shaykh’s answers are backed with many evidences and can be stringent at times. On some of the issues, virtually a whole booklet is compiled.” Digitalisat – Internet Archive

| Rashid Ahmad Ludhianvi (Alternativbezeichnungen des Lemmas) |
| --- |
| مفتی اعظم پاکستان مفتی رشید احمد لدھیانوی / Großmufti von Pakistan, Mufti Rashid Ahmad Ludhianvi / مفتی رشید احمد لدھیانوی / Mufti Rashid Ahmad Ludhianvi / رشید احمد لدھیانوی / Rashid Ahmad Ludhianvi / Shaykh Rasheed Ahmad Ludhyanvi / Mufti Rashid Ahmad Ladehyanoy / Mufti Rasheed Ahmed Ludhianvi / رشيد احمد / Rashīd Aḥmad / Shaykh Mufti Rashid Ahmad Ludhyanwi / Mufti Mohammed Rashid / Rashid Ahmed / Rasheed Ahmed Ludhianwi / Rashid Ahmad Ludhianvi / Grand Mufti Rasheed Ahmad Ludhyanwi / Rasheed Ahmad Lhudhianvi / Rasheed Ahmed Ludhianvi / Mufti Rashid Ahmad / sfc.hk (PDF; 64 kB): Ladehyanoy, Mufti Mohammed Rashid (satp.org); Mufti Rashid Ahmad (A.K.A. Ludhianvi, Mufti Rashid Ahmad; A.K.A. Armad,. Mufti Rasheed; A.K.A. Wadehyanoy, Mufti Rashid Ahmad); Karachi, Pakistan / gpo.gov: 43. Ladehyanoy, Mufti Rashid Ahmad (a.k.a. Ludhianvi, Mufti RashidAhmad; a.k.a. Armad, Mufti Rasheed; a.k.a. Wadehyanoy, Mufti RashidAhmad); Karachi, Pakistan / Verordnung (EG) Nr. 2062/2001 (PDF): LADEHYANOY, Mufti Rashid Ahmad (alias LUDHIANVI, Mufti Rashid Ahmad) (alias AHMAD, Mufti Rasheed) (alias WADEHYANOY, Mufti Rashid Ahmad); Karachi, Pakistan / vgl. L.S.A., list of C.F.R. sections affected |

| Personendaten    | Personendaten           |
| ---------------- | ----------------------- |
| NAME             | Ludhianvi, Rashid Ahmad |
| ALTERNATIVNAMEN  | رشید احمد لدھیانوی      |
| KURZBESCHREIBUNG | großer Ulema            |
| GEBURTSDATUM     | 26. September 1922      |
| STERBEDATUM      | 19. Februar 2002        |
| STERBEORT        | Karatschi, Pakistan     |